# Dune di Camigliano
Dune di Camigliano este o arie protejată (arie specială de conservare — SAC, sit de importanță comunitară — SCI) din Italia întinsă pe o suprafață de 88 ha, integral pe uscat.

## Localizare
Centrul sitului Dune di Camigliano este situat la coordonatele 39°33′54″N 16°49′43″E / 39.565°N 16.828611°E.

## Înființare
Situl Dune di Camigliano a fost declarat sit de importanță comunitară în septembrie 1995 pentru a proteja 9 specii de animale. Situl a fost protejat și ca arie specială de conservare în iunie 2017.

## Biodiversitate
Situată în ecoregiunea mediteraneană, aria protejată conține 7 habitate naturale: Dune mobile de-a lungul țărmului cu Ammophila arenaria („dune albe”), Dune de pe litoral fixate cu Crucianellion maritimae, Dune cu vegetație ierboasă Brachypodietalia cu specii anuale, Dune mobile cu vegetație embrionară, Vegetație anuală la limita mareei, Dune cu vegetație ierboasă Malcolmietalia, Dune cu tufărișuri sclerofile Cisto-Lavenduletalia.
La baza desemnării sitului se află mai multe specii protejate de  păsări (9): Cettia cetti, prundăraș de sărătură (Charadrius alexandrinus), Cisticola juncidis, lăstun de casă (Delichon urbicum), ciocârlan (Galerida cristata), rândunică (Hirundo rustica), prigoare (Merops apiaster), codobatură galbenă (Motacilla alba), guguștiuc (Streptopelia decaocto)
Pe lângă speciile protejate, pe teritoriul sitului au mai fost identificate 4 specii de plante.